# Jesuli
Jesús Mora Nieto (Sevilla, 24 de enero de 1978), conocido deportivamente como Jesuli, es un exfutbolista español. Jugaba de centrocampista

## Trayectoria
- Categorías inferiores del Sevilla FC.
- 1996-00: Sevilla FC.
- 2000-04: RC Celta de Vigo.
- 2004-07: Sevilla FC.
- 2006-07: Real Sociedad.
- 2007-08: CD Tenerife.

## Palmarés
| Título              | Club             | País   | Año       |
| ------------------- | ---------------- | ------ | --------- |
| Copa Intertoto      | RC Celta de Vigo | España | 2000      |
| Copa de la UEFA     | Sevilla FC       | España | 2005-2006 |
| Copa de la UEFA     | Sevilla FC       | España | 2006-2007 |
| Supercopa de Europa | Sevilla FC       | España | 2006-2007 |
| Copa del Rey        | Sevilla FC       | España | 2006-2007 |
| Supercopa           | Sevilla FC       | España | 2007-2008 |